# Baudemont
Baudemont är en kommun i departementet Saône-et-Loire i regionen Bourgogne-Franche-Comté i östra Frankrike. Kommunen ligger i kantonen La Clayette som tillhör arrondissementet Charolles. År 2022 hade Baudemont 627 invånare.

## Befolkningsutveckling
Antalet invånare i kommunen Baudemont
| Referens: INSEE |